# باول كليمر
باول كليمر (بالإنجليزية: Paul Clymer)‏ هو سياسي أمريكي، ولد في 8 يوليو 1937 في الولايات المتحدة. حزبياً، نشط في الحزب الجمهوري. وقد انتخب عضو مجلس نواب بنسيلفانيا.